# Simon Andrews
Simon Andrews est un pilote de vitesse moto anglais né le 14 août 1984 à Worcester en Angleterre et mort le 19 mai 2014 à Belfast en Irlande du Nord. Il a participé au principal championnat de Superbike au Royaume-Uni, le British Superbike Championship pour les réserves de la RAF à bord d'une Honda CBR1000RR.

## Carrière
En 2009 et en 2010, Simon Andrews participe à quatre courses en mondial de Superbike et prend part à des courses d’endurance. Il est sacré meilleur rookie du Tourist Trophy de l'île de Man en 2011. La saison de son décès, il devait participer à nouveau au TT, au Grand Prix de Macao ainsi qu'au Bol d'or et aux 24 Heures Moto en tant que pilote remplaçant pour l'équipe Penz13.com.

## Mort
Simon Andrews meurt après un terrible accident pendant la course de North West 200 survenu le 17 mai 2014. Lancé à pleine vitesse en ligne droite, le pilote aurait perdu le contrôle de sa BMW S 1000 RR avant de heurter violemment un trottoir. Transporté jusqu'au Royal Victoria Hospital à Belfast dans un état critique, le pilote anglais succombe à ses blessures deux jours après l'accident.